# Бетатрон
Бетатрон е цикличен индукционен ускорител на частици, в който непрекъснат сноп от електрони се ускорява до високи скорости с помощта на електрично поле, създавано от променлив магнитен поток. Електроните се движат по устойчиви кръгови орбити във вакуумирана /евакуирана/ камера с формата на тор. Бързите електрони удрят метална мишена, чрез което може да се създава непрекъснат източник на гама-лъчи с енергия до 300 MeV.